# Paralaxita telesia
Paralaxita telesia is een vlindersoort uit de familie van de prachtvlinders (Riodinidae), onderfamilie Nemeobiinae.
Paralaxita telesia werd in 1861 beschreven door Hewitson.